# Труновское (Ставропольский край)
Труновское — село в составе Труновского района (муниципального округа) Ставропольского края России.

## Название
Первоначально село носило названия Терновское (Терновка) — по зарослям тёрна в окрестностях — и Новогеоргиевское (Ново-Георгиевское) — по имени генерала от кавалерии Георгия Арсеньевича Эммануэля, выделившего местным жителям землю. Второе наименование, по словам ставропольского краеведа В. Г. Гниловского, «не привилось и употреблялось только в официальных бумагах».
В 1935 году Терновское было переименовано в Труновское — в честь К. А. Трунова.

## География
Село расположено на берегу реки Терновки, в 51 км к северо-востоку от краевого центра — города Ставрополя и в 12 км к северо-востоку от районного центра — села Донского.
Юго-восточнее Труновского находится балка Терновка, нижняя часть которой является истоком одноимённой реки.

## История
Село основано в 1825 году (по другим данным — в 1826—1827 годах) на реке Терновке переселенцами из Екатеринославской, Курской и Тамбовской губерний.
В 1924 году в селе были созданы сельскохозяйственные товарищества «Новый Путь» и «Хлебороб». В 1929 году образован колхоз им. Луначарского, который в 1950 году объединился с колхозами им. Литвинова и «Красный боец» в укрупнённый колхоз — им. Будённого.
По состоянию на 1925 год село Терновское было центром Терновского сельсовета Московского района Ставропольского округа Северо-Кавказского края (с 1937 года — Орджоникидзевский край, с 1943 года — Ставропольский край):284—285. Согласно «Списку населённых мест Северо-Кавказского края» на 1925 год, село состояло из 2963 дворов, в которых проживало 13 982 человека (7032 мужчины и 6950 женщин). В Терновском имелись 3 партийные организации, 2 библиотеки (избы-читальни), детский дом, 32 мелких промышленных предприятия (включая маслобойню, 9 кузниц и столько же мельниц), базар. В границах населённого пункта располагалось 5 прудов:284—285.
По данным переписи 1926 года по Северо-Кавказскому краю, в селе числилось 2975 хозяйств и 16 168 жителей (7629 мужчин и 8539 женщин), из которых 15 745 — русские:269.
До 16 марта 2020 года село было административным центром упразднённого Труновского сельсовета.

## Население
| 1897   | 1901    | 1903    | 1925    | 1926    | 1939  | 1959  |
| ------ | ------- | ------- | ------- | ------- | ----- | ----- |
| 10 669 | ↗11 264 | ↗12 352 | ↗13 982 | ↗16 168 | ↘8903 | ↘6880 |
| 1979   | 1989    | 2002    | 2010    | 2014    | 2019  | 2020  |
| ↘6619  | ↘6155   | ↗6345   | ↘6121   | ↗6600   | ↘5609 | ↘5417 |
| 2021   |         |         |         |         |       |       |
| ↗6227  |         |         |         |         |       |       |

Гендерный состав
По итогам переписи населения 2010 года проживали 2912 мужчин (47,57 %) и 3209 женщин (52,43 %).
Национальный состав
По данным переписи 2002 года, 89 % населения — русские.
По итогам переписи населения 2010 года проживали следующие национальности (национальности менее 1 %, см. в сноске к строке "Другие"):
| Национальность | Численность | Процент |
| -------------- | ----------- | ------- |
| Русские        | 5272        | 86,13   |
| Армяне         | 448         | 7,32    |
| Другие         | 401         | 6,55    |
| Итого          | 6121        | 100,00  |

## Инфраструктура
- Культурно-досуговый центр «Дружба»[30]
- Межпоселенческая центральная библиотека им. А. Д. Бахтинова. Открыта 20 мая 1952 года[31]
- Сельская библиотека. Открыта 27 мая 1948 года[32]
- Историко-краеведческий музей им. К. А. Трунова. Открыт 7 ноября 1960 года[33]
- СПК «Родина». Образован 7 октября 1957 года как колхоз «Родина»[34]
- СПК "Колхоз"Терновский"

## Образование
- Детский сад № 1 «Аист»[35]
- Детский сад № 23 «Берёзка». Открыт 29 октября 1992 года[34]
- Средняя общеобразовательная школа № 2[36]. Открыта 25 мая 1936 года[37]
- Основная общеобразовательная школа № 8[38]. Открыта 1 сентября 1970 года[39]
- Основная общеобразовательная школа № 9[40]
- Детская музыкальная школа[41]

## Русская православная церковь
Труновское – единственное село в Ставропольском крае, на территории которого расположены сразу три храма. Причём это не маленькие часовни или переоборудованные под молельные дома строения, а полноценные архитектурные сооружения, воздвигнутые в середине 19 и начале 20 веков. Неслучайно с 2008 года столь пристальное внимание двум из них оказывает министерство культуры, выделяя средства на их восстановление. Речь идёт о храмах Живоначальной Троицы (освящён в 1907 году), который уже отремонтировали, и Покрова Пресвятой Богородицы (освящён в 1843 году). Оба во времена СССР были закрыты и переоборудованы в ДК либо складские помещения. И только в храме преподобного Серафима Саровского богослужения не прекращались с 1942 года, и в 2012 году в селе отмечали 70-летие этого прихода.
- Троицкий храм[43]
- Храм преподобного Серафима Саровского[44]
- храм покрова пресвятой Богородицы [42]

## Люди, связанные с селом
- Апальков Михаил Петрович (1925—2013) — участник Великой Отечественной войны 1941—1945 гг., полный кавалер ордена Славы. Родился в селе[3].
- Бахтинов Андрей Дмитриевич (1946—1993) — поэт, автор сборников стихотворений «Журавлиное сердце» (2006), «Сказка моя родниковая»(2011)[45]. Похоронен на местном кладбище. Библиотеке села присвоено его имя.
- Богачёв Иван Андреевич (1930—2021) — председатель колхоза «Терновский», награждён орденами Дружбы, Трудового Красного Знамени. Герой труда Ставрополья[46].
- Ловянников, Николай Алексеевич (1925 — ?) — Герой Социалистического Труда.
- Неботов, Семён Петрович (1914—1968) — Герой Социалистического Труда.
- Трунов Константин Архипович (1886—1920) — активный участник Первой мировой и гражданской войн[3].

## Памятники
- Братская могила 88 красных партизан, погибших в годы гражданской войны. 1918—1920, 1921 года[47]
- Братская могила красных партизан, погибших в годы гражданской войны. 1918—1920, 1961 года[48]
- Братская могила красных партизан и советских воинов, погибших в годы гражданской и Великой Отечественной войн. 1918—1920, 1942—1943, 1947 года[49]
- Памятник В. И. Ленину. 1955 год[50]
- Памятник В. И. Ленину. 1955 год[51]
- Памятник К. А. Трунову. 1962 год[52]
- Памятник И. В. Сталину. 2015 год[53]

## Кладбища
В селе есть 3 открытых кладбища:
- Центральное (ул. Рабочая, 1). Площадь участка 52 532 м².
- Ленинское (ул. Рабочая, 69). Площадь участка 34 680 м².
- Колхозное (ул. Зольская, 84). Площадь участка 19 851 м²[54].